# 경계 공간

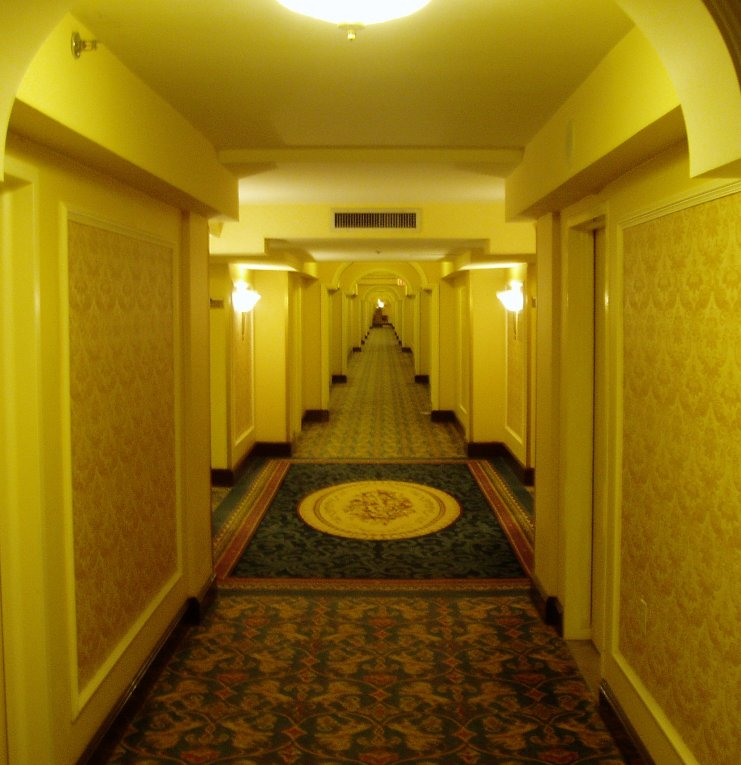
비어있는 호텔 복도의 이미지. 경계 공간의 전형적인 예.

경계 공간, 리미널 스페이스(liminal space)는 인터넷 미학에서 으스스하고 쓸쓸하며 종종 초현실적으로 보이는 비어 있거나 버려진 장소이다. 경계 공간은 일반적으로 경계의 개념과 관련된 변화의 장소이다.
환경 심리학 저널(Journal of Environmental Psychology)의 연구에 따르면 경계 공간은 건축과 물리적 장소의 기괴한 계곡에 속하기 때문에 으스스하거나 이상하게 보일 수 있다. "Pulse: The Journal of Science and Culture"의 기사에서는 이러한 으스스함을 일반적으로 관찰되는 맥락이 없는 친숙한 장소에서 기인한다고 밝혔다.
이 미학은 2019년 4chan에 백룸이라는 경계 공간을 묘사한 게시물이 입소문을 타면서 인기를 얻었다. 이후 레딧, 트위터, 틱톡 등 인터넷 곳곳에 경계 공간 이미지가 게시됐다.

## 같이 보기
- 환상특급
- 세브란스: 단절